# Everything Else Has Gone Wrong
Everything Else Has Gone Wrong è il quinto album in studio del gruppo musicale britannico Bombay Bicycle Club, pubblicato nel 2020.

## Tracce
1. Get Up – 2:33
2. Is It Real – 3:05
3. Everything Else Has Gone Wrong – 4:09
4. I Can Hardly Speak – 3:59
5. Good Day – 3:52
6. Eat, Sleep, Wake (Nothing but You) – 3:39
7. I Worry Bout You – 3:40
8. People People (featuring Liz Lawrence) – 3:27
9. Do You Feel Loved? – 4:22
10. Let You Go – 4:48
11. Racing Stripes – 4:06